# Ennearabdus lobocephalus
Ennearabdus lobocephalus är en skalbaggsart som beskrevs av Edgar von Harold 1868. Ennearabdus lobocephalus ingår i släktet Ennearabdus och familjen bladhorningar. Inga underarter finns listade i Catalogue of Life.